# Дарія Вербова
Да́рія Вербова́ (англ. Daria Werbowy; нар. 19 листопада 1983, Краків, ПНР) — канадська супермодель, художниця та фотографка українського походження. В англомовному світі відома як Дар'я Вербови (англ. Daria Werbowy), в україномовному середовищі також вживається ім'я — Дарина Вербова. Входить до десятки найоплачуваніших моделей світу.

## Життєпис
Народилась 19 листопада 1983 року у польському Кракові, у сім'ї українців. Коли їй виповнилось 3 роки, сім'я емігрувала до Канади, у місто Міссісога (частину мегаполісу Торонто) (англ. Mississauga), що в провінції Онтаріо. У Дарії є брат Орест та сестра Оксана. Орест також працює моделлю в агентстві.
4 роки Дарія ходила в українську школу в Канаді. Вся її родина завжди святкує свята в українських традиціях та, за її словами, вони є справжніми українофілами. Дарія вміє готувати борщ, вареники і пампухи.
Улюблені види спорту — сноубординг і плавання на вітрильнику.

## Професійна кар'єра
Ніколи серйозно не замислювалась над кар'єрою моделі. Почала її випадково, коли мати однокласниці, власниця модельного агентства «Susan J. Model & Talent» у Торонто, звернула увагу на 13-річну Дарію, яка була високою, худою та спортивною. У 14 років Дарія перемогла на національному конкурсі моделей. Пропрацювавши рік у «Susan J. Model & Talent», уклала контракт з іншою відомою агенцією «Elite Models».
Успіх прийшов у 19 років, коли на неї звернули увагу під час показів «Осінь-зима» 2003 року. Впізнаваною моделлю Вербова стала після реклами відомого аромату від Lancôme — «Hypnose». Дарія Вербова має одне з найкращих у світі портфоліо, зараз працює в модельному агентстві IMG Models.
Брала участь в рекламних компаніях таких брендів, як Yves Saint-Laurent, Versace, Louis Vuitton, Gucci, Prada, Pepe Jeans, Roberto Cavalli, Hermès, Chanel.
У 2005 році газета «Нью-Йорк Таймс» назвала її моделлю № 1 у США, журнал «Paris Match» присвоїв титул «Обличчя року», а журнал «Marie Claire» — титул «топ-модель року».
У 2007 році увійшла до десятки найбільш оплачуваних моделей світу, заробивши $3,8 млн в період з червня 2006 по червень 2007 року.
У вересні 2008 року Дарії Вербовій відкрили зірку на Канадській алеї слави в Торонто. Цього ж місяця вона виходила на подіум у 55 показах і встановила рекорд за кількістю дефіле за сезон.
У 2009 році Вербова з'явилася на обкладинках французького та іспанського журналів «Vogue». Активне співробітництво з міжнародним брендом продовжила і пізніше.
У 2010 році взяла участь у рекламній кампанії бренду «Stefanel» За підсумками 2010 року Вербова посіла 8 місце в списку найбільш високооплачуваних супермоделей світу. Її дохід за минулі 12 місяців склав $ 4,5 млн. У грудні того ж року знялася у фотосесії для французького еротичного календаря журналу «Vogue» 2011 року. Також у 2011 році вона стала обличчям відомого календаря «Pirelli» в античному фотоколажі Карла Лангерфельда на 2011 рік.
У 2014 році Вербова стала обличчям рекламної кампанії Будинку «Balenciaga»
 та ювелірної марки «Tiffany & Co», а у 2015 — «Salvatore Ferragamo».